# Рахель де Бір

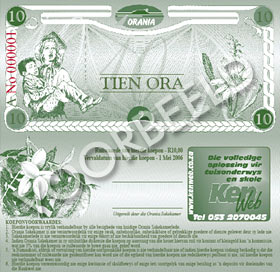
Банкнота 10 ора (місто Оранія) із зображенням Рахель де Бір.

Рахель де Бір (афр. Rachel de Beer, МФА: [raˈχel də ˈbiər]; 1831—1843; частіше відома за зменшувально-ласкальною формою імені Рахелке, Racheltjie, [raˈχelki]) — напівлегендарна африканерська героїня, яка віддала своє життя, щоб врятувати свого меншого брата, Діркі де Біра. Дочка бура-фуртрекера Джорджа Стефануса де Біра (нар. 1794).

## Легенда
У зимові місяці 1843 року Рахель брала участь у переселенні (треку) з Оранжевої вільної держави у південно-східний Трансваалі. Під час однієї з нічних зупинок, учасники походу зрозуміли, що загубили теля на ім'я Фрік, улюблену тварину їхніх дітей.
На пошук тварини відправили групу, в складі якої були Рахель та її шестирічний брат. Однак в сутінках Рахель та її брат відбилися від пошукового загону і заблукали. Вночі стало дуже холодно і почав йти сніг.
Розуміючи, що їхні шанси на виживання були малі, Рахель знайшла мурашник, видовбаний трубкозубами, зняла з себе одяг, поклала його на брата, і наказала йому лягти всередині порожнього мурашника. Потім вона лягла перед входом у мурашник для того, щоб захистити його від холоду.
Діти були знайдені на наступний ранок. Рахель була мертва, але її брат вижив.
Можливо, що жоден з дітей не існував в реальності, оскільки історія того часу не підтверджена документально.
Попри це, Рахель стала популярною фігурою в культурі африканерів, що видно за кількістю вулиць і шкіл, названих на її честь.

## Сучасні дослідження
В докладній генеалогічній праці «Сім'я де Бір — три століття в Південній Африці» кілька сторінок присвячено історії Рахель з огляду на генеалогічні дані.
На думку генетиків, історія виглядала б реальною, якби сталася на 60 років пізніше за період, до якого її зазвичай відносять. Це також дозволило б пояснити, чому немає жодних згадок про цю історію до початку 1900-х років.
У жовтні 2012 два журналісти опублікували нове дослідження, згідно з яким історія Рахелке де Бір дуже нагадує історію американської героїні Хейзел Майнер (Hazel Miner). На їхню думку, особливо цікаво те, що історія Рахель набула розголос всього за кілька місяців після публікації історії Рейчел Майнер.